# Neorumia gigantea
Neorumia gigantea là một loài bướm đêm trong họ Geometridae.